# 제19회 금마장
제19회 금마장의 시상식에 관한 내용이다.

## 수상 및 후보

### 작품상
- 신해쌍십 - Sin Saai Ding 수상

### 감독상
- 장국명 수상

### 남우주연상
- 애적 수상

### 여우주연상
- 왕평 수상

### 남우조연상
- 곡봉 수상

### 여우조연상
- 엽덕한 수상